# ألكسندر بلوتنيكوف
ألكسندر بلوتنيكوف (بالروسية: Плотников, Александр Александрович)‏ هو لاعب كرة قدم روسي في مركز حراسة المرمى، ولد في 17 فبراير 1979 في روستوف على نهر الدون في روسيا. لعب مع دينامو برست ونادي روستوف.

## وصلات خارجية
- ألكسندر بلوتنيكوف على موقع قاعدة بيانات كرة القدم.إي يو (الإنجليزية)
- ألكسندر بلوتنيكوف على موقع Soccerway.com (الإنجليزية)